# 第11回ワシントンD.C.映画批評家協会賞
11th WAFCA Awards

2012年12月10日
作品賞: 

 ゼロ・ダーク・サーティ 
第11回ワシントンD.C.映画批評家協会賞は、2012年の映画を対象としており、2012年12月10日に結果が発表された。

## 受賞とノミネート一覧
太字が受賞。

### 作品賞
- 『ゼロ・ダーク・サーティ』
  - 『アルゴ』
  - 『レ・ミゼラブル』
  - 『リンカーン』
  - 『世界にひとつのプレイブック』

### 監督賞
- キャスリン・ビグロー - 『ゼロ・ダーク・サーティ』
  - ベン・アフレック - 『アルゴ』
  - ポール・トーマス・アンダーソン - 『ザ・マスター』
  - トム・フーパー - 『レ・ミゼラブル』
  - スティーヴン・スピルバーグ - 『リンカーン』

### 主演男優賞
- ダニエル・デイ＝ルイス - 『リンカーン』
  - ジョン・ホークス - 『セッションズ』
  - ヒュー・ジャックマン - 『レ・ミゼラブル』
  - ホアキン・フェニックス - 『ザ・マスター』
  - デンゼル・ワシントン - 『フライト』

### 主演女優賞
- ジェシカ・チャステイン - 『ゼロ・ダーク・サーティ』
  - マリオン・コティヤール - 『君と歩く世界』
  - ジェニファー・ローレンス - 『世界にひとつのプレイブック』
  - ヘレン・ミレン - 『ヒッチコック』
  - エマニュエル・リヴァ - 『愛、アムール』

### 助演男優賞
- フィリップ・シーモア・ホフマン - 『ザ・マスター』
  - アラン・アーキン - 『アルゴ』
  - ハビエル・バルデム - 『007 スカイフォール』
  - レオナルド・ディカプリオ - 『ジャンゴ 繋がれざる者』
  - トミー・リー・ジョーンズ - 『リンカーン』

### 助演女優賞
- アン・ハサウェイ - 『レ・ミゼラブル』
  - エイミー・アダムス - 『ザ・マスター』
  - サマンサ・バークス - 『レ・ミゼラブル』
  - サリー・フィールド - 『リンカーン』
  - ヘレン・ハント - 『セッションズ』

### 脚色賞
- 『世界にひとつのプレイブック』 - デヴィッド・O・ラッセル
  - 『アルゴ』 - クリス・テリオ
  - 『ライフ・オブ・パイ/トラと漂流した227日』 - デヴィッド・マギー
  - 『リンカーン』 - トニー・クシュナー
  - 『ウォールフラワー』 - スティーヴン・シュボースキー

### オリジナル脚本賞
- 『LOOPER/ルーパー』 - ライアン・ジョンソン
  - 『ジャンゴ 繋がれざる者』 - クエンティン・タランティーノ
  - 『ザ・マスター』 - ポール・トーマス・アンダーソン
  - 『ムーンライズ・キングダム』 - ウェス・アンダーソン、ロマン・コッポラ
  - 『ゼロ・ダーク・サーティ』 - マーク・ボール

### キャスト賞
- 『レ・ミゼラブル』
  - 『アルゴ』
  - 『リンカーン』
  - 『ムーンライズ・キングダム』
  - 『ゼロ・ダーク・サーティ』

### アニメ映画賞
- 『パラノーマン ブライス・ホローの謎』
  - 『メリダとおそろしの森』
  - 『フランケンウィニー』
  - 『ガーディアンズ 伝説の勇者たち』
  - 『シュガー・ラッシュ』

### ドキュメンタリー映画賞
- Bully
  - The Imposter
  - The Invisible War
  - The Queen of Versailles
  - 『シュガーマン 奇跡に愛された男』

### 外国語映画賞
- 『愛、アムール』・ オーストリア
  - 『最強のふたり』・ フランス
  - 『奇跡』・ 日本
  - 『ロイヤル・アフェア 愛と欲望の王宮』・ デンマーク
  - 『君と歩く世界』・ フランス

### 美術監督賞
- 『クラウド アトラス』
  - 『アンナ・カレーニナ』
  - 『レ・ミゼラブル』
  - 『リンカーン』
  - 『ムーンライズ・キングダム』

### 撮影賞
- 『ライフ・オブ・パイ/トラと漂流した227日』
  - 『レ・ミゼラブル』
  - 『ザ・マスター』
  - 『007 スカイフォール』
  - 『ゼロ・ダーク・サーティ』

### 音楽賞
- 『ザ・マスター』 - ジョニー・グリーンウッド
  - 『ハッシュパピー 〜バスタブ島の少女〜』 - ダン・ローマー、ベン・ザイトリン
  - 『ホビット 思いがけない冒険』 - ハワード・ショア
  - 『リンカーン』 - ジョン・ウィリアムズ
  - 『ムーンライズ・キングダム』 - アレクサンドル・デスプラ

### 若手俳優賞
- クヮヴェンジャネ・ウォレス - 『ハッシュパピー 〜バスタブ島の少女〜』
  - ジャレッド・ギルマン - 『ムーンライズ・キングダム』
  - カーラ・ヘイワード - 『ムーンライズ・キングダム』
  - トム・ホランド - 『インポッシブル』
  - ローガン・ラーマン - 『ウォールフラワー』